# Плини (тауншип, Миннесота)
Плини (англ. Pliny) — тауншип в округе Эйткин, Миннесота, США. На 2000 год его население составило 120 человек.

## География
По данным Бюро переписи населения США площадь тауншипа составляет 94,3 км², из которых 94,2 км² занимает суша, а 0,1 км² — вода (0,11 %).

## Демография
По данным переписи населения 2000 года здесь находились 120 человек, 52 домохозяйства и 33 семьи. Плотность населения —  1,3 чел./км². На территории тауншипа расположено 85 построек со средней плотностью 0,9 построек на один квадратный километр. Расовый состав населения: 100,00 % белых. Испанцы или латиноамериканцы любой расы составляли 0,83 % от популяции тауншипа.
Из 52 домохозяйств в 28,8 % воспитывались дети до 18 лет, в 48,1 % проживали супружеские пары, в 5,8 % проживали незамужние женщины и в 36,5 % домохозяйств проживали несемейные люди. 34,6 % домохозяйств состояли из одного человека, при том 21,2 % из — одиноких пожилых людей старше 65 лет. Средний размер домохозяйства — 2,31, а семьи — 2,91 человека.
24,2 % населения — младше 18 лет, 5,8 % — в возрасте от 18 до 24 лет, 28,3 % — от 25 до 44, 19,2 % — от 45 до 64, и 22,5 % — старше 65 лет. Средний возраст — 39 лет. На каждые 100 женщин приходилось 84,6 мужчин. На каждые 100 женщин старше 18 приходилось 93,6 мужчин.
Средний годовой доход домохозяйства составлял 22 386 долларов, а средний годовой доход семьи —  28 750 долларов. Средний доход мужчин —  22 083  доллара, в то время как у женщин — 19 750. Доход на душу населения составил 11 306 долларов. За чертой бедности находились 19,2 % семей и 19,5 % всего населения тауншипа, из которых 15,2 % младше 18 и 5,6 % старше 65 лет.